# Bundesliga
Die Bundesliga ist in zahlreichen Sportverbänden in Deutschland, Österreich und der Schweiz eine meistens im obersten Bereich des Ligasystems angesiedelte landesweite Spielklasse. Ausrichter der Spielklasse sind regelmäßig die nationalen Sportverbände.
Die erste Bundesliga war die deutsche Eishockey-Bundesliga, die ab der Saison 1958/59 vom Deutschen Eishockey-Bund ausgetragen wurde. Mit der Fußball-Bundesliga startete 1963/64 in Deutschland die bekannteste Bundesliga. Die Bezeichnung etablierte sich in vielen Sportarten. Nachdem der Begriff erst für die oberste Ligaebene verwendet wurde, gab es später mit der 2. Bundesliga diesen auch auf der zweithöchsten Ligaebene. Außerdem folgte auch eine Verwendung des Begriffs in Österreich und der Schweiz sowie auch für spezielle Altersklassen. In Österreich und der Schweiz werden oberste Ligen teilweise auch als Nationalliga bezeichnet.